# IPad (4.ª generación)
El iPad de 4ª generación es una tableta diseñada, desarrollada y comercializada por Apple Inc, que se ha retomado sus ventas sustituyendo el famoso iPad 2. Fue anunciado el 23 de octubre de 2012 como la cuarta generación de la línea iPad, en reemplazo de la IPad de tercera generación y distribuida a partir del 2 de noviembre de 2012, junto al iPad mini. El iPad de cuarta generación incluye una pantalla Retina Display  con una resolución de 2048×1536 píxeles, el nuevo chip Apple A6X el doble de rápido que el A5X una batería de mayor capacidad (11560 mAh), el conector Lightning y conectividad inalámbrica doble banda de 2.4GHz y 5GHz, alcanzando capacidades de descarga de hasta 150MB/s. Incluye la última versión de iOS 6 [6.0]  (con el asistente por voz Siri). También salió una versión más pequeña llamada iPad Mini.
El iPad de cuarta generación sigue el mismo modelo de precios que su predecesor. La tercera generación se suspendió tras el anuncio de la cuarta generación.